# Tofslärkan 14

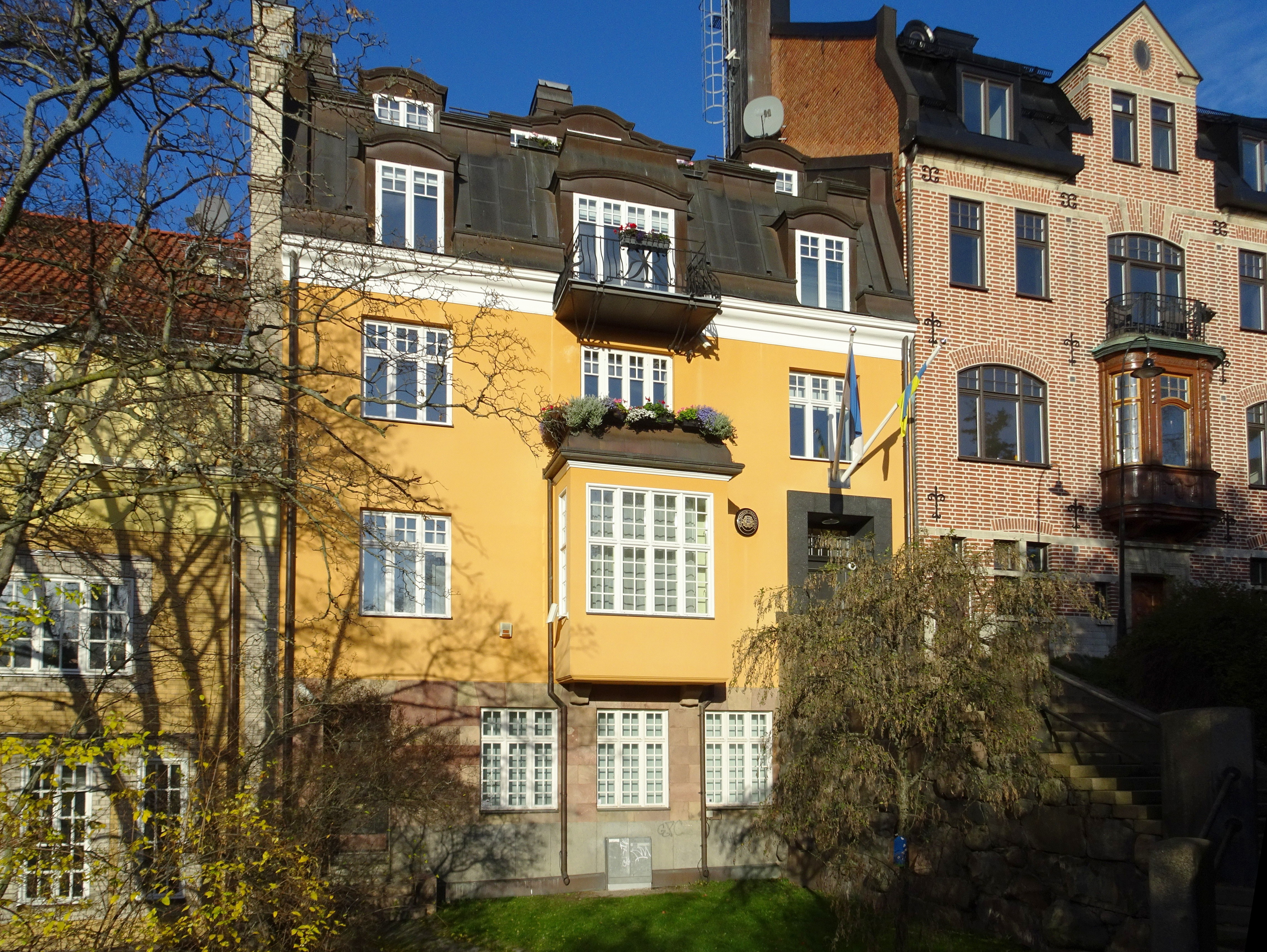
Tofslärkan 14, till höger ansluter Tofslärkan 13, november 2022.

Tofslärkan 14 är en kulturhistoriskt värdefull före detta villafastighet i kvarteret Tofslärkan i Lärkstaden på Östermalm i Stockholm. Denna stadsvilla vid Tyrgatan 3 och 3A uppfördes 1910–1912 av byggmästaren Albert Andersson för sig och sin familj efter ritningar av arkitekt Nils Lovén. Fastigheten är grönmärkt av Stadsmuseet i Stockholm, det innebär "särskilt värdefull från historisk, kulturhistorisk, miljömässig eller konstnärlig synpunkt". Sedan 1997 finns Estlands Stockholmsambassad i byggnaden.

## Bakgrund och planering

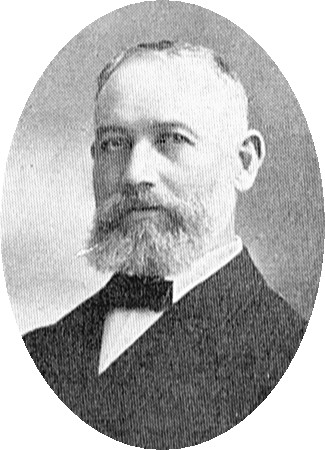
Albert Andersson.

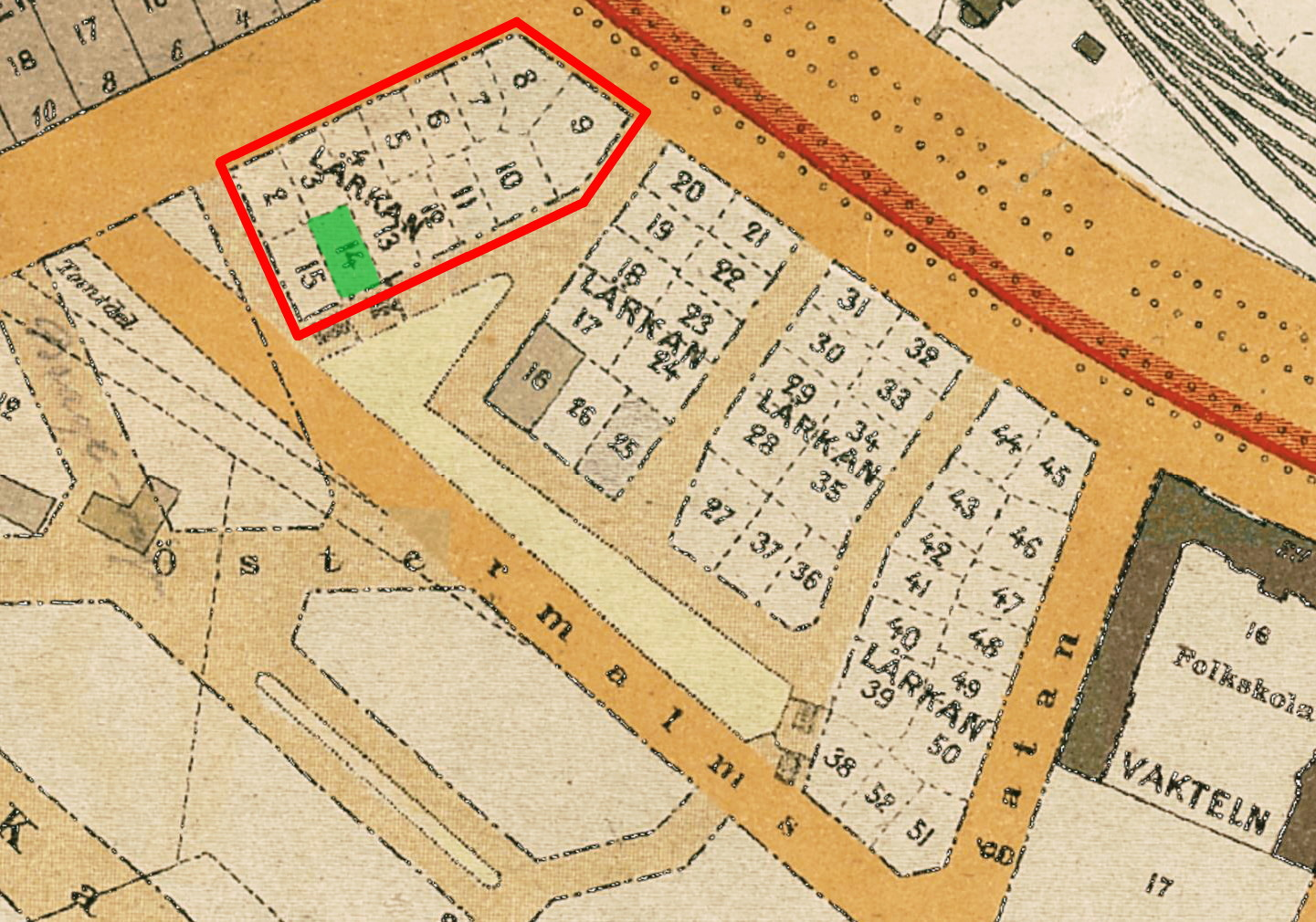
Kvarteret Lärkan 1909 tomt nr 14 (grön), dagens Tofslärkan 14.

Fastigheten Lärkan 14 (sedermera namnändrad till Tofslärkan 14) förvärvades 1909 av byggmästaren Albert Andersson som planerade att uppföra sin stadsvilla här för sig och sin familj. Stadsplanen för kvarteret Lärkan hade utarbetats 1902 av Per Olof Hallman och antogs 1907 av Stockholms stadsfullmäktige. Hallman hade studerat Englands townhouses och kom 1910 själv att flytta till Lärkan. Projektet med ”sammanbyggda enfamiljshus” (begreppet radhus fanns inte än) kan ses som ett experiment och en helt ny boendeform i Stockholm på 1900-talets början. I Svenska Dagbladet från december 1910 kallades Lärkan för "Stockholms stads experimentalfält för omplantering af den engelska hemidén".
Målgruppen var den välsituerade borgarklassen med yrken som grosshandlare, direktörer, företagare, läkare, högre tjänstemän och ingenjörer, även några arkitekter och byggmästare flyttade hit, bland dem arkitekten Per Olof Hallman (Sånglärkan 6), arkitekten Folke Zettervall (Tofslärkan 7), byggmästaren Frithiof Dahl (Sånglärkan 9) och även byggmästaren Albert Andersson. Tomten omfattade en areal om 276 kvadratmeter och hörde till de minsta i Läkan. Den låg exakt i branten mellan den lägre Verdandigatan och den högre Tyrgatan som här utgjorde en nivåskillnad på sju meter. Däremellan går en monumental stentrappa som är en del av parken Balders hage. Till egendomen hörde även mark för en mindre trädgård som, tillsammans med grannarnas trädgårdar, skulle bilda ett sammanhang med gröna utblickar mellan husen. Tomterna kom dock att inhägnas av höga murar vilket delvis spolierade den ursprungliga idén.

### Historiska bilder

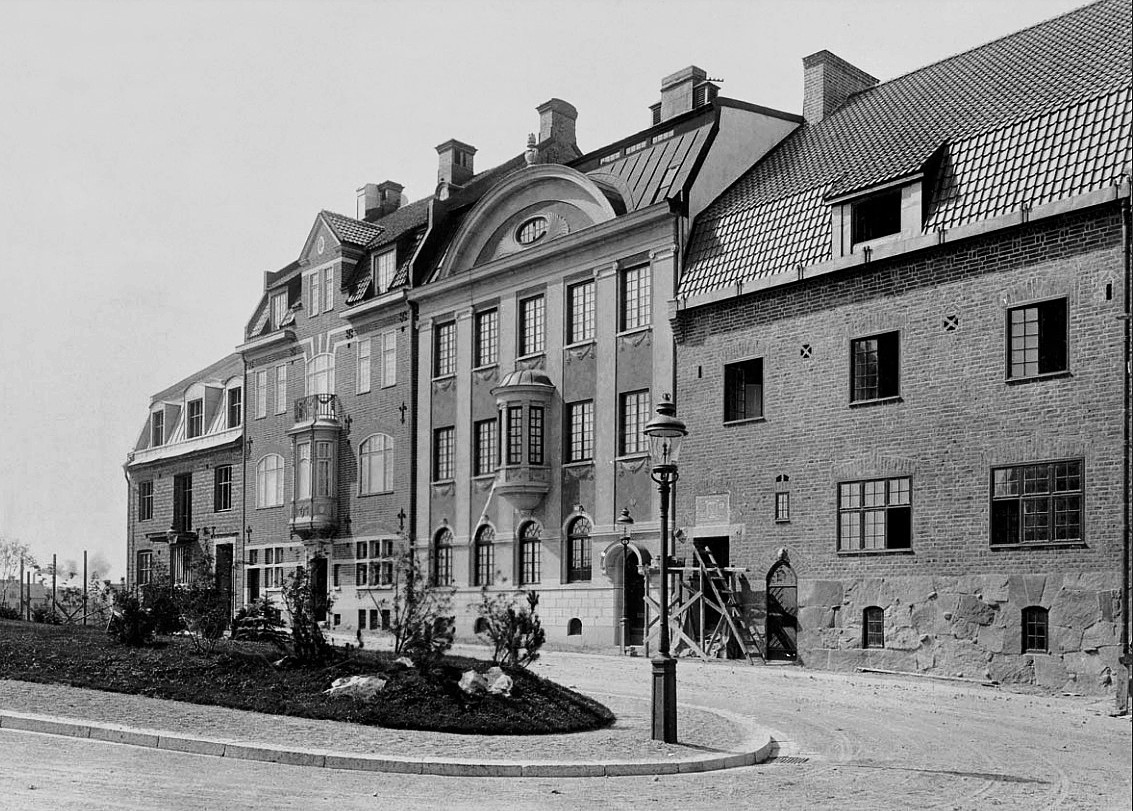
Tofslärkan 14 (längst till vänster) under uppförande, ca 1911.
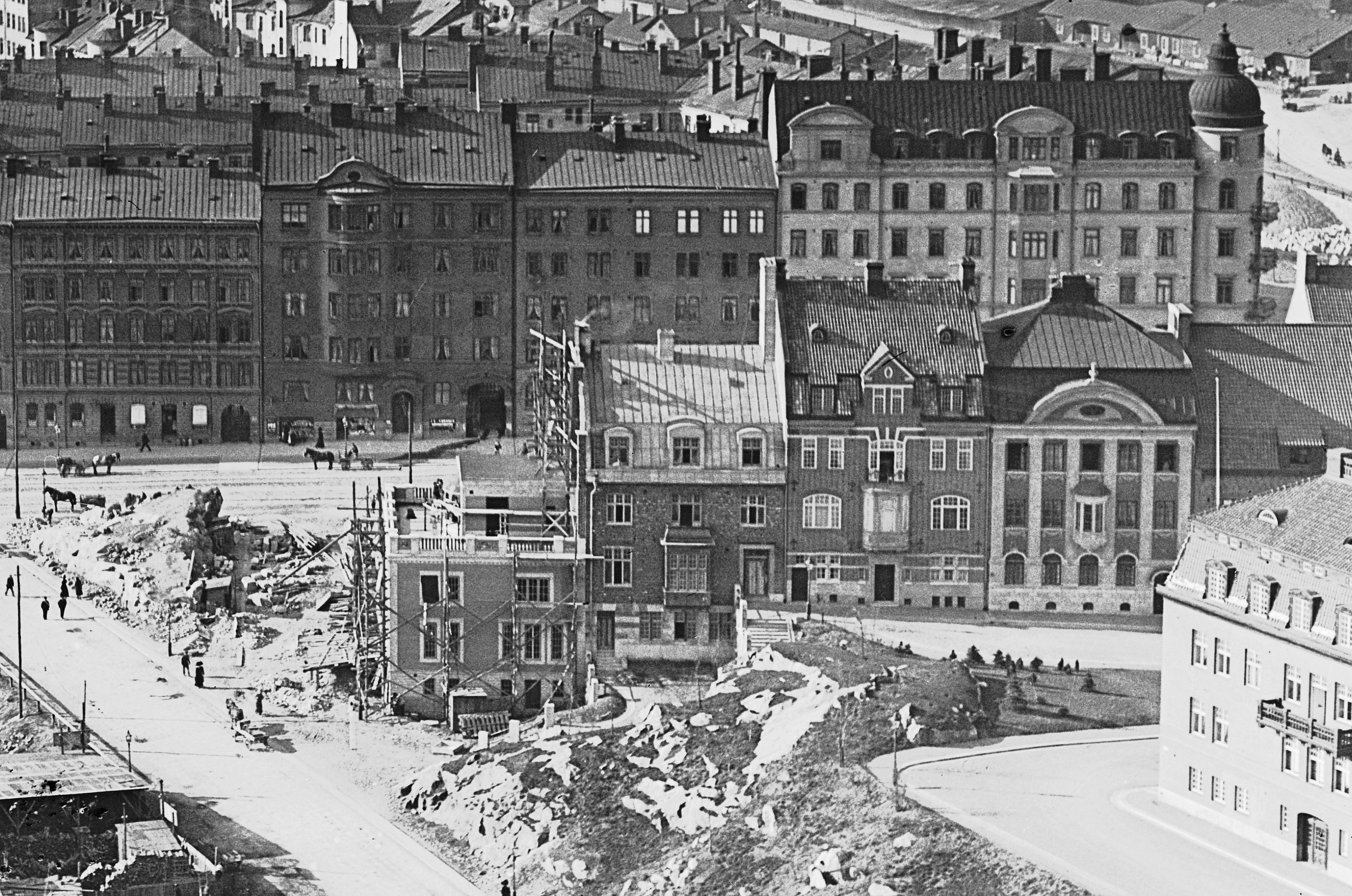
Tofslärkan 14 (andra från vänster), Tofslärkan 1 under uppförande, ca 1911.
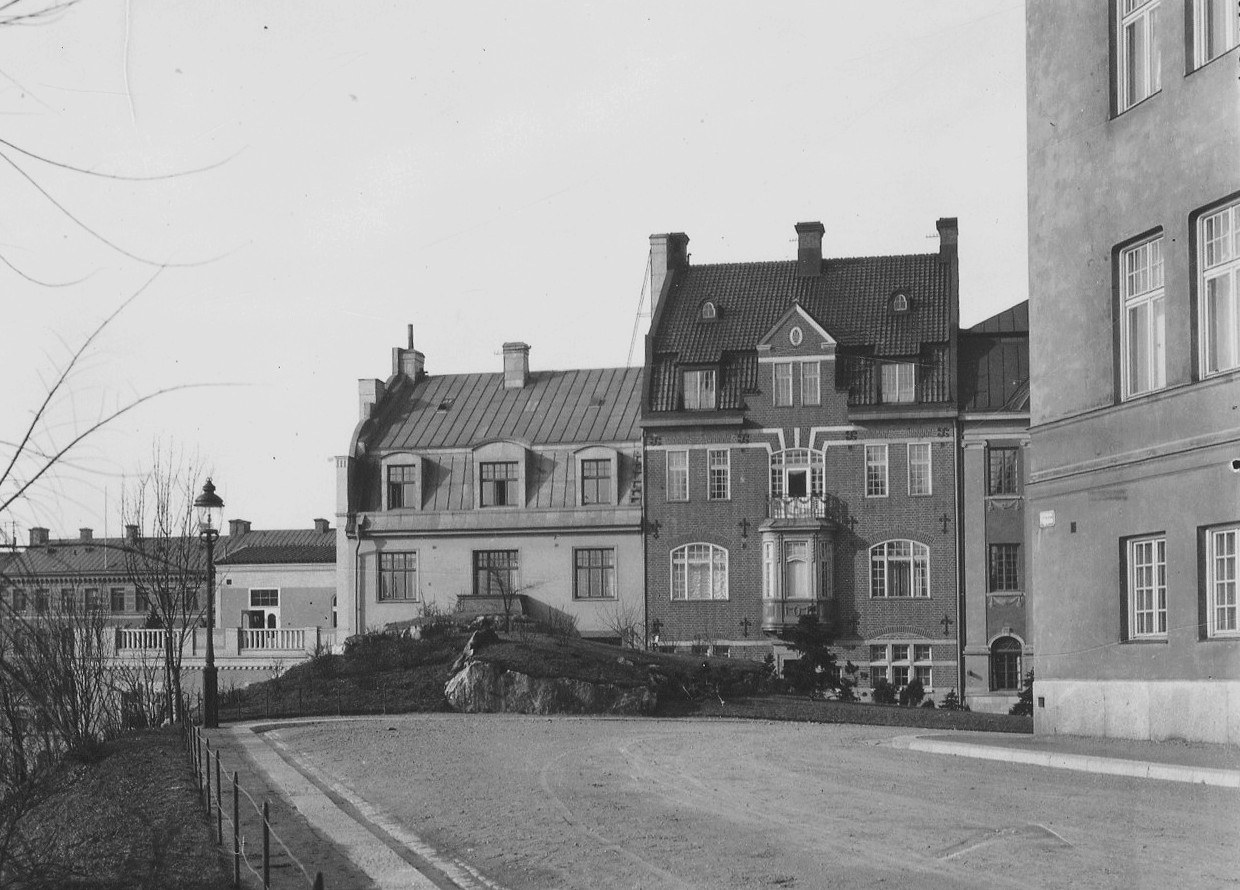
Tofslärkan 14 (rakt fram bakom klippan), ca 1912.
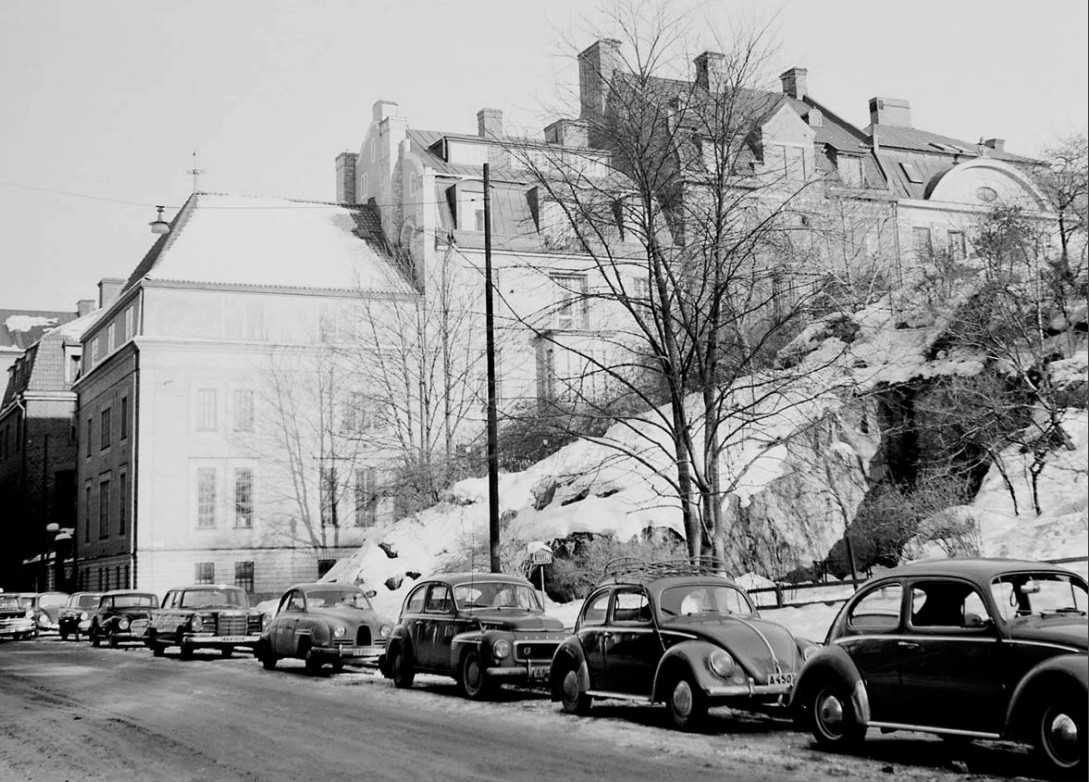
Tofslärkan 14 (andra från vänster) från Verdandigatan, 1963.

## Byggnadsbeskrivning

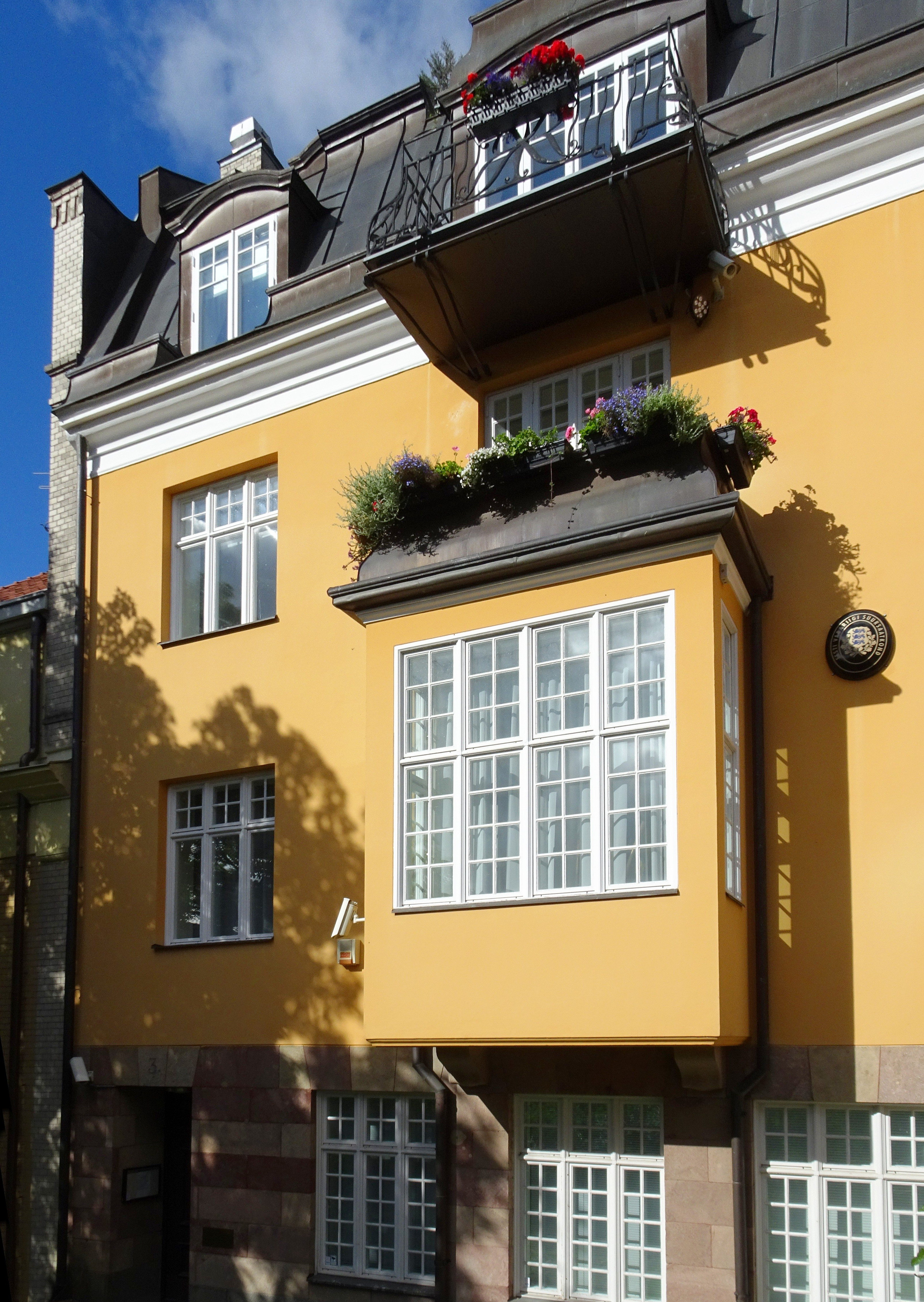
Burspråket.

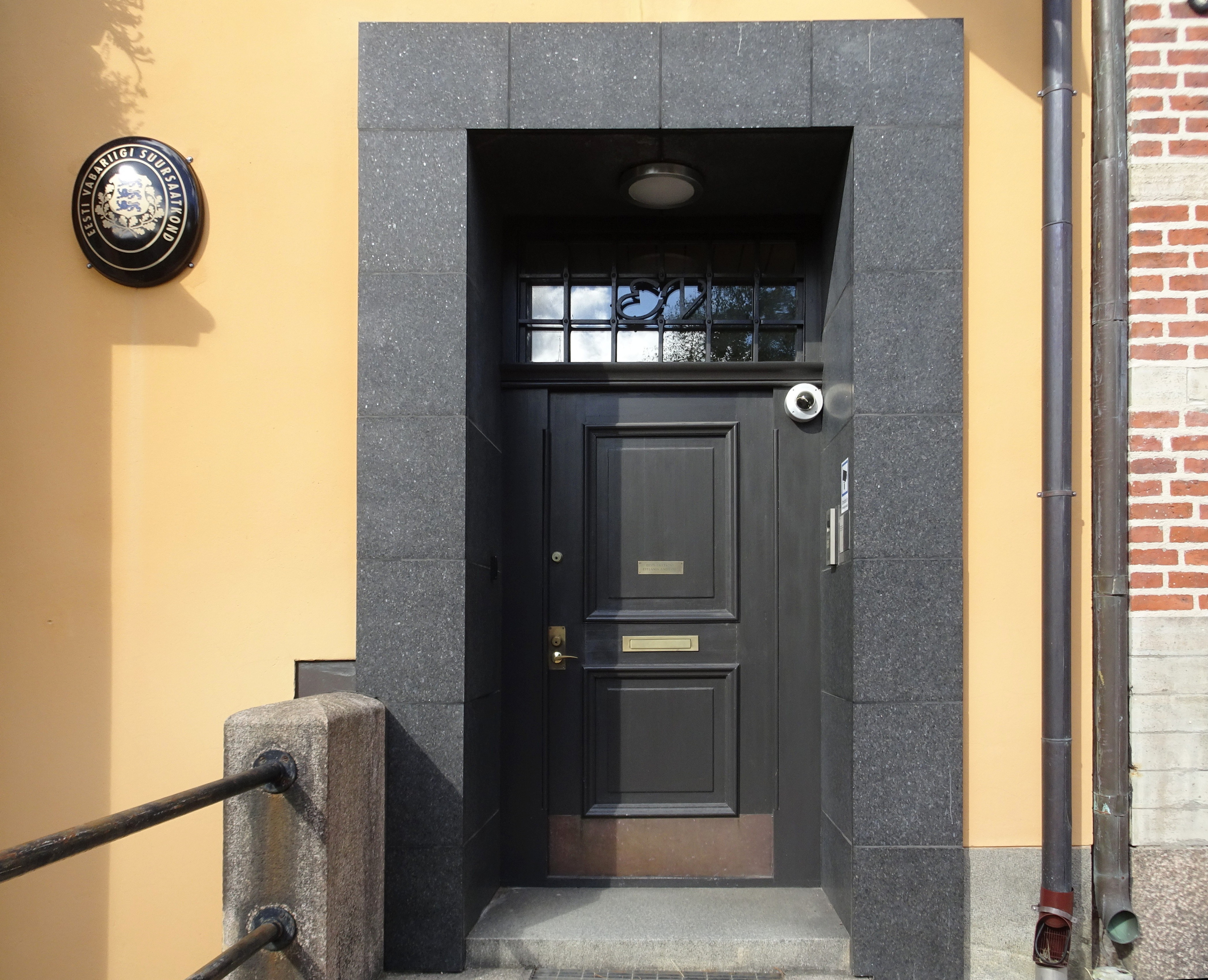
Entrén.

I april 1910 hade Nils Lovén arkitektritningarna färdiga och i juli 1910 fick Andersson bygglov. Byggnaden restes i tre våningar med inredd vindsvåning och fick slätputsade fasader. Husets mittaxel accentuerades av ett burspråk i höjd med bottenvåningen och kröns av en balkong med ett plåtklätt räcke som utformades som ett tak. Det mellersta fönstret på vindsvåningen ombyggdes till balkongdörr med balkong vid ett senare tillfälle. Källarvåningen fick en hög beklädnad av natursten i två röda nyanser på en sockel av grå granit. Entrén placerades, på grund av nivåskillnaden, i höjd med Tyrgatan. 
Från entrén nådde man den stora hallen med kapprum och öppen spis och därifrån matsalen via ett förmak. Köket låg mot trädgårdssidan. Från serveringsgången fanns en utgång till husets lilla trädgård. Trappan låg mitt i huset och ledde till de övre våningarna. På våning en trappa låg fyra sovrum och ett badrum och på vindsplanet ytterligare tre rum. Redan från början var huset utrustat med centralvärme och elektricitet vilket var vanlig i Lärkan men ovanlig i andra delar av Stockholm. 
Rumsfördelningen var enligt arkitektritningarna från 1912 följande:
- Källarvåning – pannrum, kol- och vedförråd, två rum
- Bottenvåning – entré, hall med öppen spis, förmak, matsal, kök, serveringsgång
- Våning 1 trappa – hall, fyra rum, bad, två balkonger
- Vindsvåning – tre rum, tvättstuga, kallvind

### Nya ägare och ändringar
Familjen Andersson flyttade till sin nya stadsvilla 1912 och bodde där till 1917. Samma år uppger Stockholms adresskalender en direktör B. Olsson som ägare. Därefter hade Tofslärkan 14 flera ägare och inga större förändringar skedde. 1937–1938 ombyggdes huset till flera lägenheter när fru Sonja Borgenhard innehade egendomen. För ritningarna svarade arkitekt Gunnar Forszén. Kort därefter köptes fastigheten av Gustaf Winqvist (1888–1972), verkställande direktör i AB Galco. Han lät inreda två bostadsrum och ett badrum på övre vinden och installera en personhiss efter ritningar av Rolf Hagstrand och Birger Lindberg. Winqvist var konstsamlare, bostadens väggar var fyllda med målningar och en del möbler hade formgivits av Carl Malmsten. 
År 1955 kontoriserades byggnaden när konsultföretaget Kjessler & Mannerstråle hyrde delar av huset som ritkontor. Företaget hade sin verksamhet även i grannhusen Tofslärkan 13 och Tofslärkan 12. Efter Winqvists död 1972 anges Walter Lindqvist som ägare vilken hyrde ut fastigheten till Albaniens ambassad i Stockholm som fanns i huset mellan 1973 och 1991. I januari 1997 förvärvades fastigheten av staten Estland som längre tid sökt en passande byggnad för sin ambassad i Stockholm. Huset genomgick en grundlig renovering och anpassning till verksamheten där Arkitektbüroo Kalle Rõõmus genom sin arkitekt Kristiina Renter svarade för ritningarna.